# Bivacco Giuseppe Lampugnani

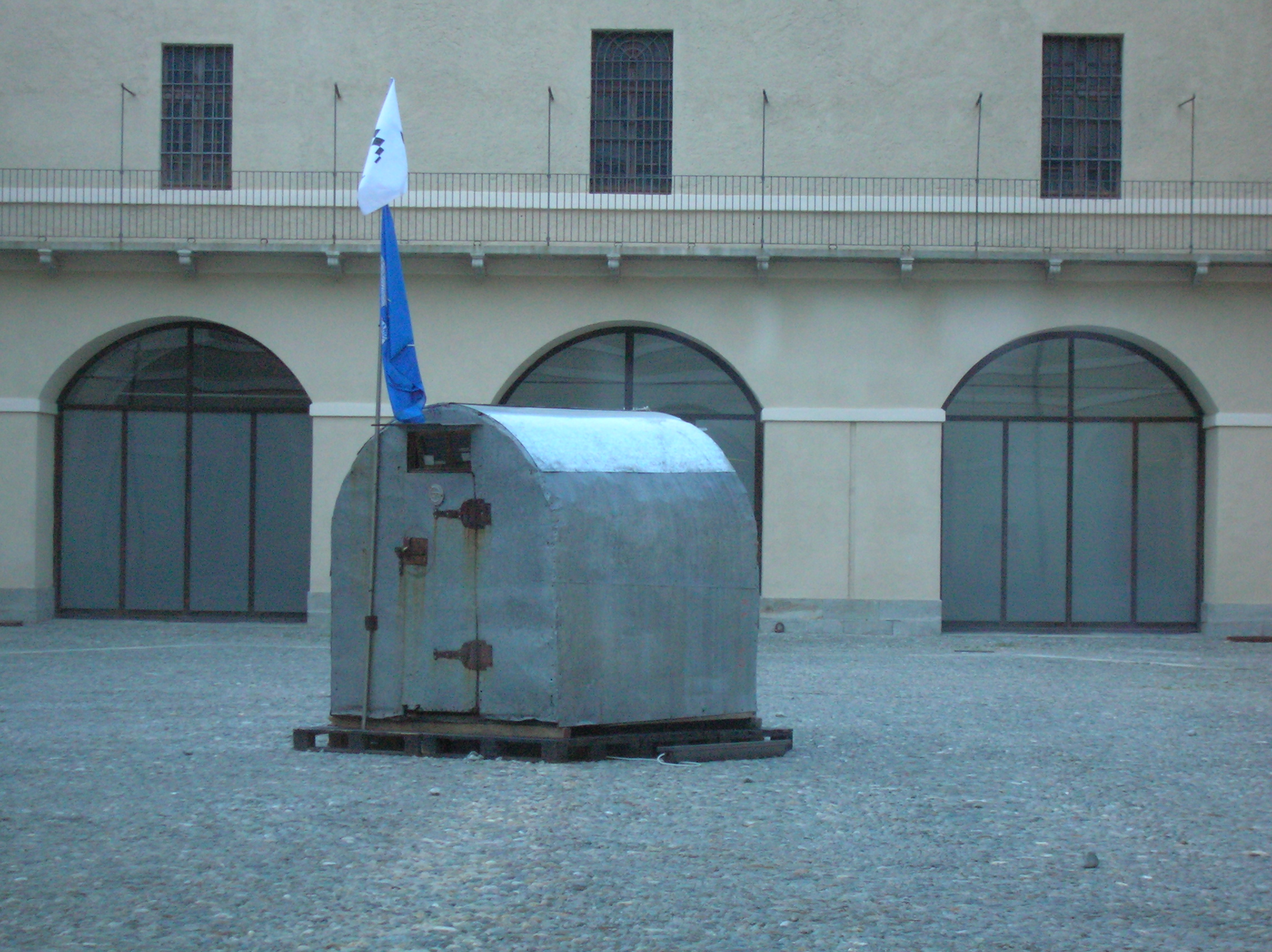
Das ehemalige Bivacco Lampugnani in der Festung von Bard

Das Bivacco Giuseppe Lampugnani, auch Bivacco Lampugnani–Grassi oder Bivacco Eccles, ist eine Biwakschachtel der Sektion Club Alpino Accademico Italiano des Club Alpino Italiano auf 3860 m s.l.m. Höhe in der Mont-Blanc-Gruppe. Es befindet sich im oberen Val Veny auf dem Gemeindegebiet von Courmayeur. Direkt benachbart und nur wenige Meter unterhalb liegt das Bivacco Marco Crippa.

## Geschichte
Die erste Biwakschachtel wurde 1939 errichtet. Nach der Zerstörung durch eine Lawine im Jahr 1952 wurde es bis 1958 an einer weniger lawinengefährdeten Position neu erbaut. Im Jahr 2011 erfolgte ein völliger Neubau an einer noch günstiger gewählten Position. Das alte Biwak wurde abtransportiert und als Teil der Einrichtung des alpinen Museums in der Festung von Bard ausgestellt. Das Biwak ist Eigentum der Gruppo occidentale (dt.: westliche Gruppe) des CAAI.

## Beschreibung
Das Bivacco Giuseppe Lampugnani liegt auf der Südwest-Schulter des Pic Eccles. Benannt wurde es nach den Alpinisten Giuseppe Lampugnani und Gian Carlo Grassi des CAAI. Wegen der Nähe zum Pic Eccles wird es auch als Bivacco Eccles bezeichnet. Das Biwak ist mit Matratzen und Decken ausgestattet und verfügt weder über Wasser noch über Beleuchtung.

## Bivacco Marco Crippa
Im Jahr 1980 errichtete die Bergführervereinigung von Courmayeur Società delle Guide Alpine di Courmayeur ein gleichartig ausgestattetes zweites Biwak mit neun Plätzen nur wenige Meter unterhalb, das nach dem Alpinisten Marco Crippa benannte Bivacco Marco Crippa.

## Zugang
Der übliche Zugang erfolgt vom Rifugio Franco Monzino (2580 m) ausgehend nach Norden und dauert etwa fünf Stunden.

## Aufstiege
Das Biwak ist Ausgangspunkt der Aufstiege auf den Mont Blanc über den vom Mont Brouillard kommenden Grat (Cresta di Brouillard) sowie über den Freney- und den Innominata-Grat.